# Annesse-et-Beaulieu
Annesse-et-Beaulieu é uma comuna francesa na região administrativa da Nova Aquitânia, no departamento Dordonha. Estende-se por uma área de 12,08 km². Em 2010 a comuna tinha 1 474 habitantes (densidade: 122 hab./km²).